# Hippocephala proxima
Hippocephala proxima là một loài bọ cánh cứng trong họ Cerambycidae.